# دبليو دبليو إف سوبر ستارز (لعبة فيديو محمولة)
دبليو دبليو إف سوبر ستارز هي لعبة فيديو من تطوير وشركة راير ونشرتها شركة إل جاي إن وتم إصدارها أول مره في أمريكا الشمالية في عام 1991.